# Красная Звезда (Новокубанский район)
Кра́сная Звезда́ — хутор в Новокубанском районе Краснодарского края.
Входит в состав Ковалевского сельского поселения.

## География
Улица одна: ул. Мира.

## Население
| 2002 | 2010 |
| ---- | ---- |
| 196  | ↘179 |